# Georgette Heyer
Georgett Heyer (n. 16 august 1902, Greater London, Anglia, Regatul Unit al Marii Britanii și Irlandei – d. 4 iulie 1974, Greater London, Anglia, Regatul Unit) a fost o scriitoare britanică de romane de dragoste și romane polițiste.